# Begonia × leopoldii
Begonia × leopoldii es una especie de planta perenne perteneciente a la familia Begoniaceae. 
Es un híbrido compuesto por Begonia annulata K.Koch × Begonia robusta Blume

## Taxonomía
Begonia × verschaffeltii fue descrita por Charles Lemaire y publicado en L'illustration horticole 6: t. 205. 1859.
Etimología
Begonia: nombre genérico, acuñado por Charles Plumier, un referente francés en botánica, honra a Michel Bégon, un gobernador de la excolonia francesa de Haití, y fue adoptado por Linneo.
leopoldii: epíteto